# Timotheus Kirchner

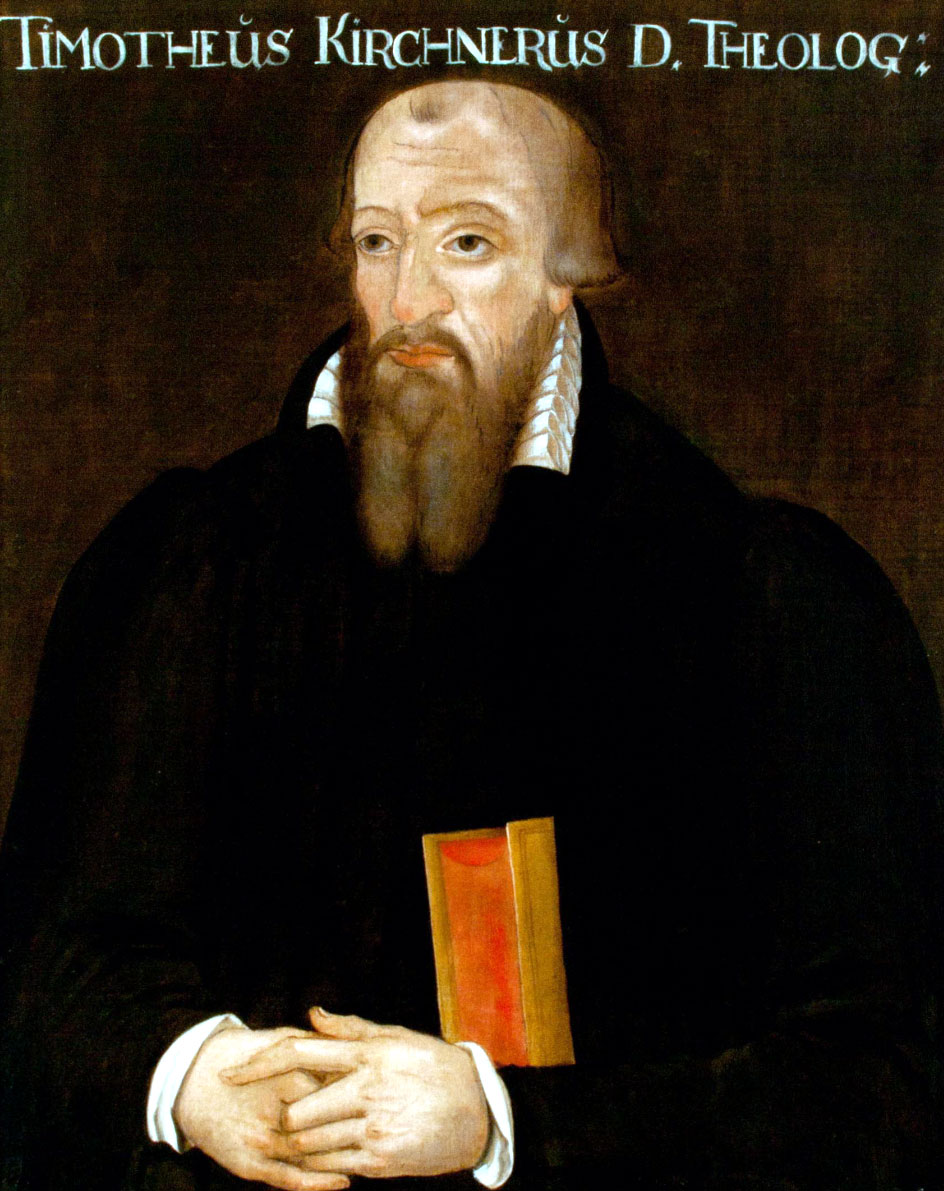
Timotheus Kirchner

Timotheus Kirchner (* 6. Januar 1533 in Döllstädt; † 14. September 1587 in Weimar) war ein lutherischer Theologe, Professor der Theologie und Superintendent in Weimar.

## Leben
Kirchner ist als Sohn eines Lehrers aufgewachsen. Er besuchte die Schule in Gotha, studierte in Jena und Erfurt und wurde in sehr jungen Jahren Dorfpfarrer. Er ist den Gnesiolutheranern zuzurechnen. Aus Herbsleben vertrieben, ging er nach Jena. 
Nach Jahren der Unsicherheit wurde er 1568 dort Professor. In diesem Jahre beteiligte er sich am Colloquium in Altenburg. Noch vor der Vertreibung der Gnesiolutheraner aus Jena ging er als Generalsuperintendent nach Wolfenbüttel und von dort 1574 nach Helmstedt, wo er bei der Eröffnung der Universität 1576 Prof. prim. und erster Vicerektor wurde. 
Als er sich tadelnd über die „Bischofsweihe“ des Prinzen Heinrich Julius äußerte, wurde er 1579 vom Herzog seiner Ämter entsetzt. Nun ging er nach Erfurt und verfasste dort das Erfurter Buch zur Verteidigung der Konkordienformel. 1580 vom lutherischen Kurfürsten nach Heidelberg berufen, wurde er vom reformierten Kurfürsten Johann Kasimir 1583 entlassen. 
Zuletzt war er Superintendent in Weimar, wo er, erst 54 Jahre alt, sein bewegtes Leben beschloss. Seine Schriften waren meist aktuellen Tagesfragen gewidmet. Darunter befinden sich auch schlichte Erklärungen der Glaubensfragen. Wichtig wurde sein Register zu Martin Luthers Werken und die von ihm mit Martin Chemnitz und Nikolaus Selnecker verfasste Verteidigung des lutherischen Konkordienbuchs von 1584, die Apologia oder Verantwortung des christlichen Concordien Buchs.
Zu seinen Nachkommen zählt unter anderem der Jurist Adrian Beier der Jüngere.